# Bernard Hinault
Bernard Hinault (phát âm [bɛʁ.naʁ i.no]; sinh ngày 14 tháng 11 năm 1954) là một cựu vận động viên đua xe đạp chuyên nghiệp người Pháp. Với 147 chiến thắng chuyên nghiệp, bao gồm năm chiến thắng tại Tour de France, ông thường được xướng tên trong số những người đi xe đạp vĩ đại nhất mọi thời đại.
Hinault bắt đầu đạp xe nghiệp dư ở quê hương Brittany. Sau một sự nghiệp nghiệp dư thành công, anh ký hợp đồng với đội Gitane về Campagnolo để trở nên chuyên nghiệp vào năm 1975. Anh đã giành chiến thắng đột phá ở cả giải Liège hay Bastogne, Liège cổ điển và cuộc đua sân khấu Critérium du Dauphiné Libéré năm 1977. Năm 1978, anh giành chiến thắng Hai chuyến tham quan đầu tiên: Vuelta a España và Tour de France. Trong những năm tiếp theo, anh là tay đua xe đạp chuyên nghiệp thành công nhất, thêm một chiến thắng Tour de France nữa vào năm 1979 và một chiến thắng tại Giro d'Italia năm 1980. Mặc dù chấn thương đầu gối đã buộc anh phải rời khỏi Tour de France năm 1980 khi đang dẫn đầu, anh đã trở lại để giành chiến thắng trong cuộc đua đường vô địch thế giới vào cuối năm. Ông đã thêm một chiến thắng Tour vào năm 1981, trước khi hoàn thành cú đúp Giro-Tour đầu tiên vào năm 1982.
Sau khi giành chiến thắng năm 1983 Vuelta a España, vấn đề đầu gối quay trở lại đã khiến anh phải bỏ lỡ Tour de France năm đó, chiến thắng bởi người đồng đội Laurent Fignon. Căng thẳng trong đội ngũ của Renault đã khiến anh rời khỏi và gia nhập La Vie Claire. Với đội mới của mình, anh ấy đã đua Tour de France 1984, bị Fignon đánh bại toàn diện. Anh đã hồi phục vào năm sau, giành được một cú đúp Giro-Tour khác với sự giúp đỡ của đồng đội Greg LeMond. Trong Tour de France năm 1986, anh đã tham gia vào một cuộc ganh đua nội bộ với LeMond, người đã giành chiến thắng đầu tiên trong ba Chuyến đi. Hinault đã nghỉ hưu ngay sau đó. Anh vẫn là người chiến thắng gần đây nhất của Pháp trong Tour de France. Sau sự nghiệp đạp xe, Hinault chuyển sang làm nông nghiệp, đồng thời hoàn thành nhiệm vụ đại diện cho ban tổ chức Tour de France, một vị trí anh giữ đến năm 2016.
Trong suốt sự nghiệp của mình, Hinault được biết đến với biệt danh le blaireau, một thuật ngữ được dịch theo tiếng Anh là "badger", trong khi tiếng Pháp gốc cũng có nghĩa là "bàn chải cạo râu". Anh liên hệ bản thân với động vật với lý do bản tính hung dữ của nó, một đặc điểm mà anh ta thể hiện trên chiếc xe đạp. Trong lĩnh vực đạp xe, Hinault đóng vai trò là người bảo trợ, nghĩa là anh thực thi quyền lực đối với các cuộc đua mà anh tham gia.